# Dedicated to the One I Love
Dedicated to the One I Love är en låt skriven av Ralph Bass och Lowman Paulings. Bass och Paulings var medlemmar i "5" Royales, den grupp som spelade in den ursprungliga versionen av denhär låten. En version av The Shirelles var en mindre hit för dem 1959. "5" Royales såg en återutgivning av deras egen version nå till en 81:a på Billboard Hot 100 under 1961. Senare samma år släppte The Shirelles sin version som nådde #3. 
En efterföljande omgjord version av The Mamas and The Papas släpptes på The Dunhill Records och nådde #2 på Billboard Hot 100 under 1967. Sångare på Mamas och Papas version var mamma Michelle Phillips. Det var första gången Phillips var ledsångare och inte Mama Cass Elliot. Under 1972 släppte The Temprees sin version som nådde #93 på Hot 100. Bernadette Peters nådde en #65 på Hot 100 1981. En annan inspelning är Bitty McLean's reggaeinspirerade version från 1994, som nådde plats #6 på UK Singles Chart. År 1996 spelade Linda Ronstadt in "Dedicated to the One I Love", som även blev titeln på hennes album som släpptes samma år.